# 牛島のどぶ
牛島のどぶ（うしじまのどぶ）は、かつて富山県富山市牛島にあった沼である。

## 概要

### 富山駅開業前の牛島

『富山市経営策』所収の「富山市区域拡張予測図」。1899年（明治32年）3月20日に開業した富山駅は図中に「仮停車場」と記された場所にあり、富山実業協会は図中に「将来之停車場」と記された牛島と愛宕の間の地へ富山駅を移転するよう主張した。

近世の牛島においては、牛ヶ首用水を利用した稲作が行われていたが、1900年（明治33年）1月より着手された神通川の馳越工事によって牛ヶ首用水からの取水は切断され、以後はもっぱら富山市市街地の需要に応ずるべく畑によって蔬菜作りが行われるようになった。この馳越工事は1903年（明治36年）5月21日に竣工し、新設の神通川馳越線には神通大橋が架橋された。
1899年（明治32年）3月20日に北陸線高岡駅 - 富山駅間が開通し婦負郡桜谷村田刈谷に富山駅が開業したが、この田刈屋に開業した富山駅は神通川改修工事の落成を待って設置された仮駅であって、将来においてより富山市に至近の地へ移転することが開業当初より見込まれていた。この富山駅の移転先については上新川郡堀川村西中野等3箇所が候補地として論議されたが、富山実業協会は『富山市経営策』において次のように論じ、婦負郡桜谷村の愛宕と牛島の間の地へ富山駅を建設するよう主張した。

### 富山駅の建設工事

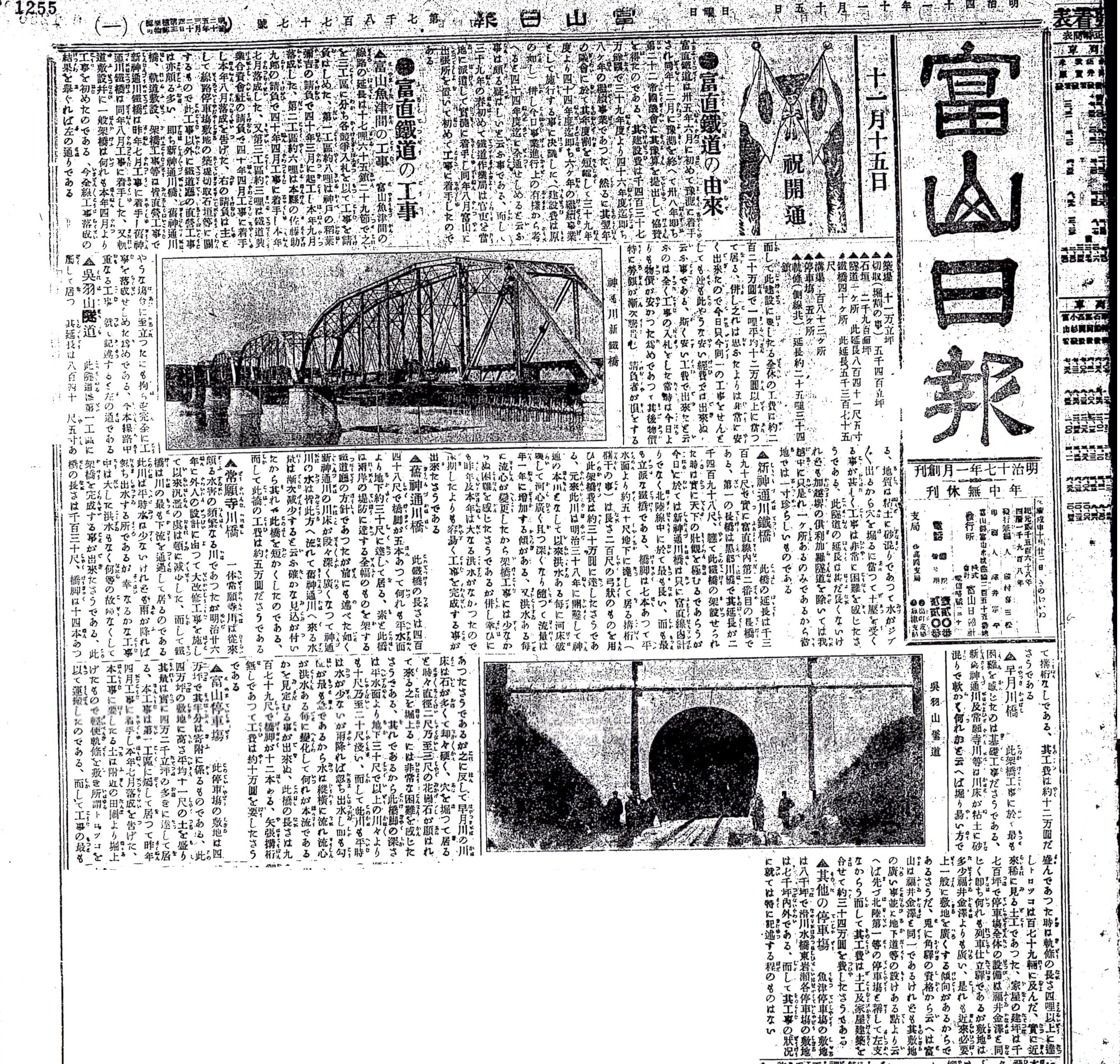
富山駅建設の様子を記す当時の新聞（『富山日報』）。

こうした富山市や地元経済界の主張によって富山駅の移転先は牛島村と愛宕村の間の地に決定され、富山市は1907年（明治40年）1月24日に27017坪の敷地を駅建設のための用地として寄附した。この頃の牛島は前述の馳越工事によって神通川本流と馳越線に挟まれた中洲のような状態になっており、停車場建設に必要な土盛りを行うための土砂調達により附近の田畑が掘り下げられることとなった。当時の新聞は次のように富山駅建設の状況を報道している。

### 牛島のどぶの形成とその後
1908年（明治41年）11月16日に富山駅は移転開業したが、この工事によって掘り下げられた跡はそのまま水が溜まって沼となって残った。この沼は約1万4000坪の大きさを有し、附近住民は当初これを観光に利用するため湯屋兼料理屋の建設を計画したが、結局実現されることはなかった。いつしか人々はこの沼を牛島のどぶと称するようになったが、附近住民はこれを「汚名」として把握している。
牛島のどぶは飛州木材の貯木場として利用されていた。1945年（昭和20年）8月2日未明の富山大空襲においては、猛火を逃れようとした人々が多数飛び込んだが、直撃弾を受けて即死する者が多く血の沼と化したといわれる。戦後に至ってもしばらく牛島のどぶは存在していたが、戦後復興過程の1948年（昭和23年）10月16日に埋立てが決定され、また第13回国民体育大会が富山市において開催されることとなったことで、牛島地内には富山市体育館が建設されるなど開発が進み、昭和30年代にはその姿を消した。埋立てには日曹製鋼や呉羽製鉄から出た鉱滓が用いられたという。1958年（昭和33年）には牛島から富山駅北口に通じる道路が完成し、同年10月16日にはかつて牛島のどぶがあった場所に、富山駅北口が開設されている。

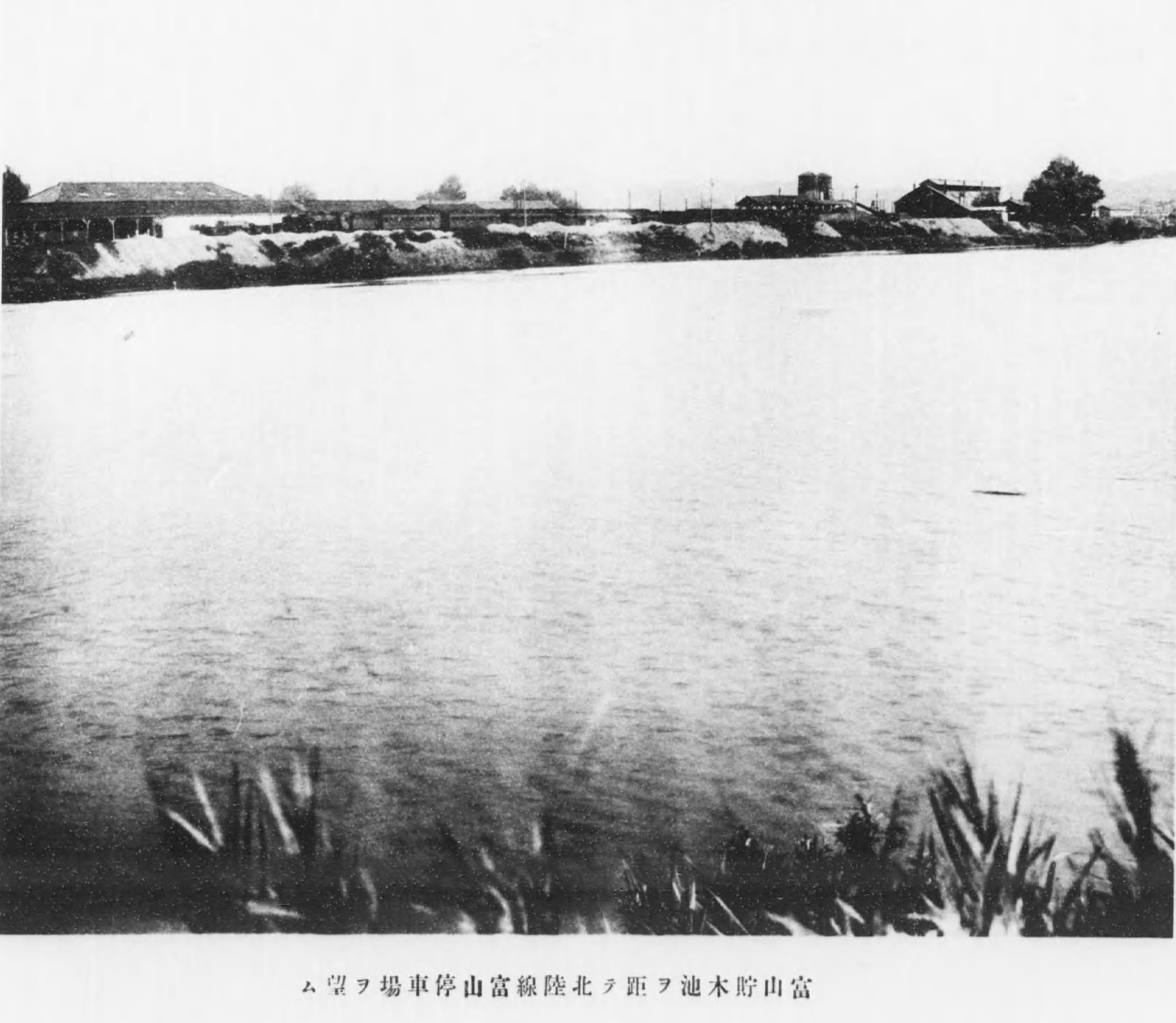
飛州木材の貯木場として用いられる大正時代の牛島のどぶ。
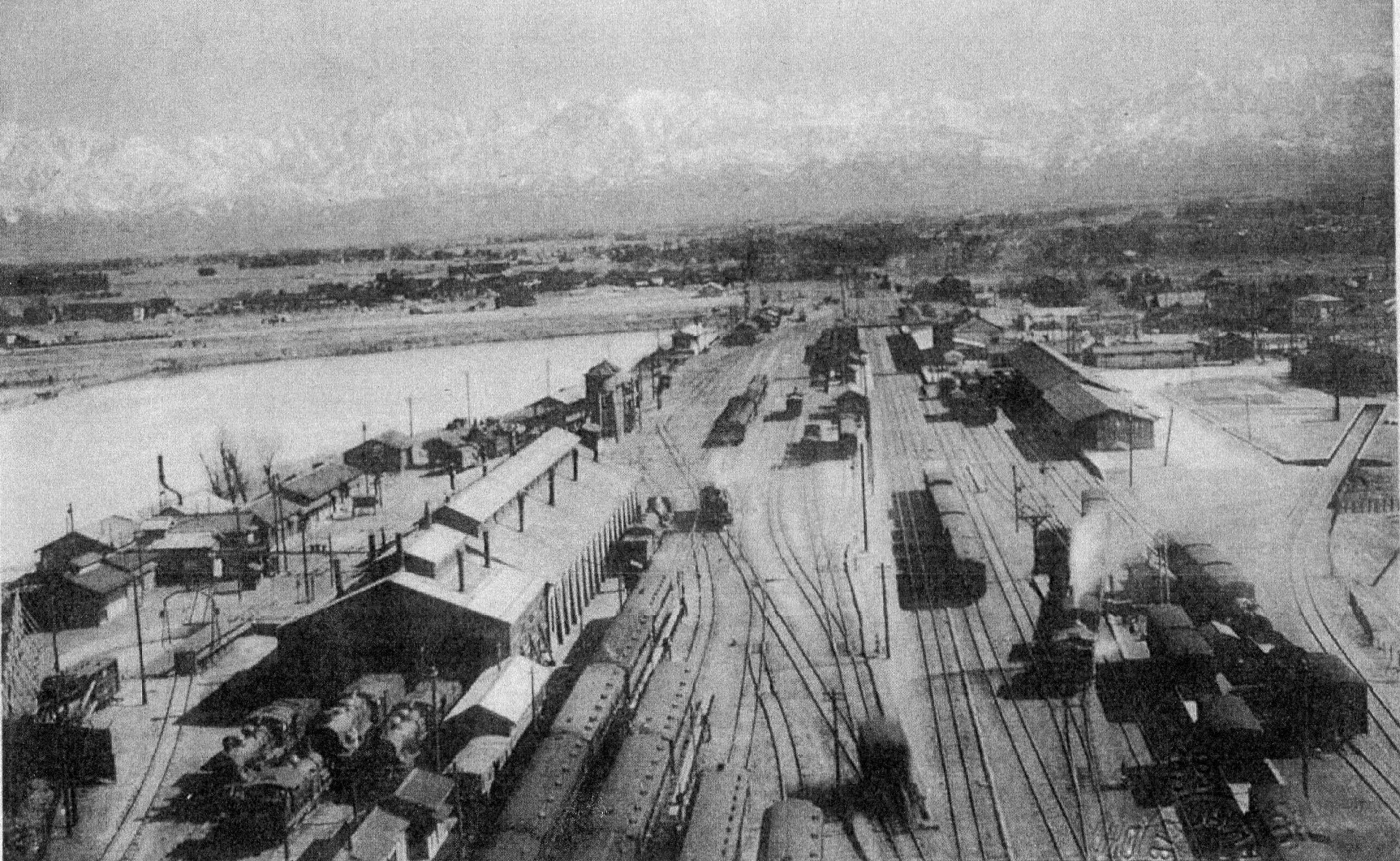
1932年（昭和7年）当時の富山駅構内。写真左側に広がる沼が牛島のどぶ。
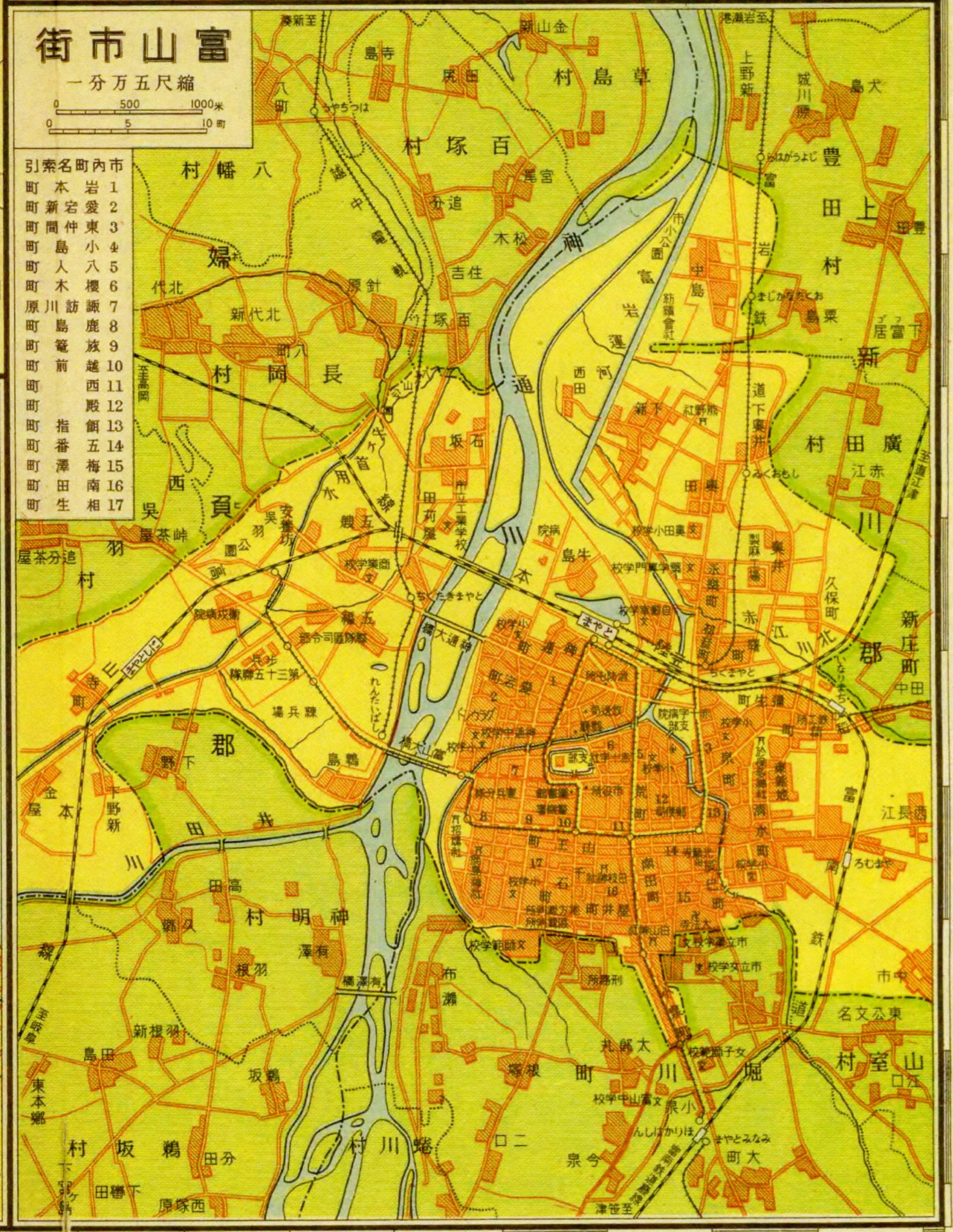
1937年（昭和12年）当時の富山市の地図。富山駅北に牛島のどぶが描かれている。
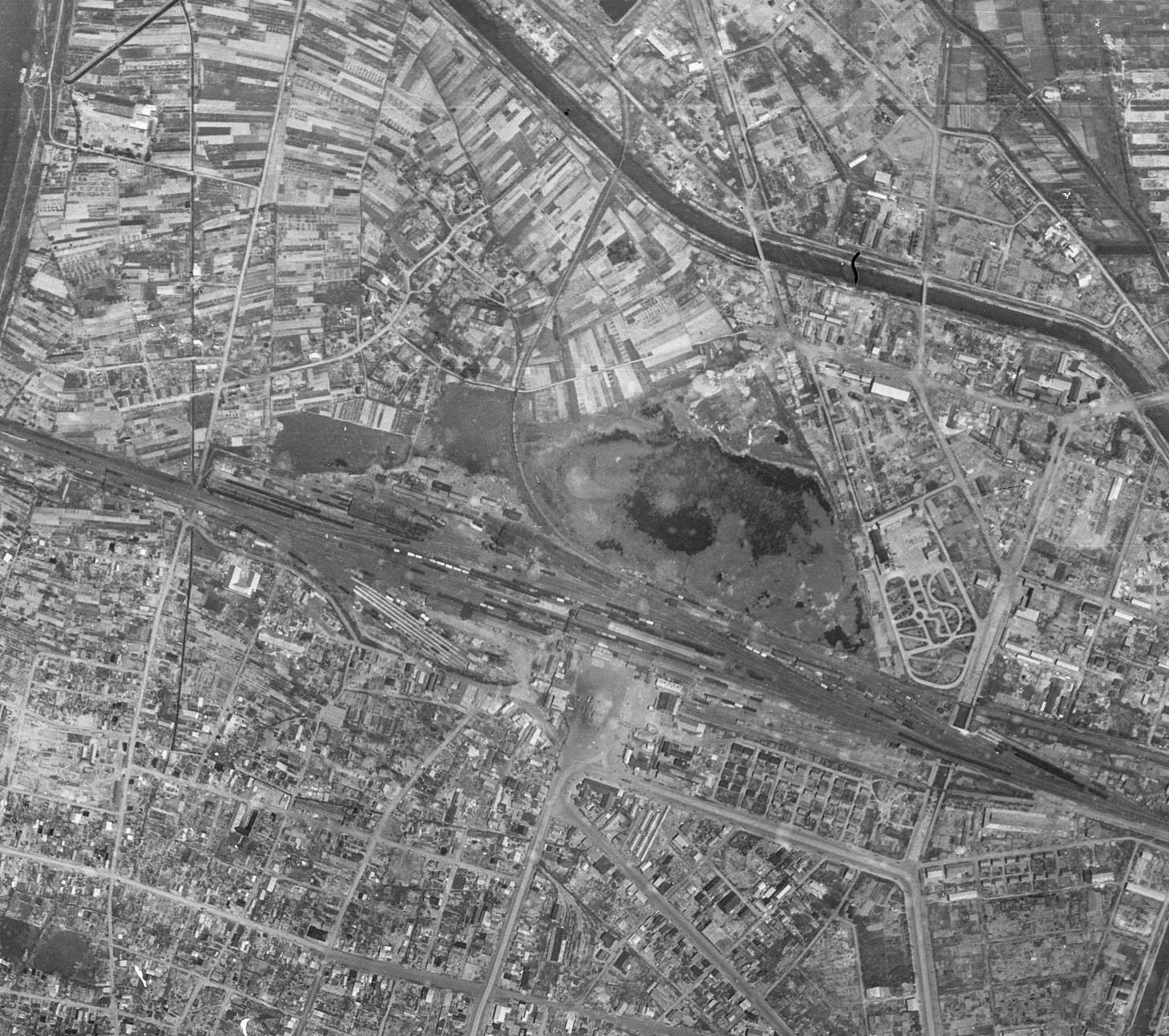
1946年（昭和21年）7月22日に米軍によって撮影された富山駅周辺の航空写真。富山駅北には牛島のどぶが写っている。
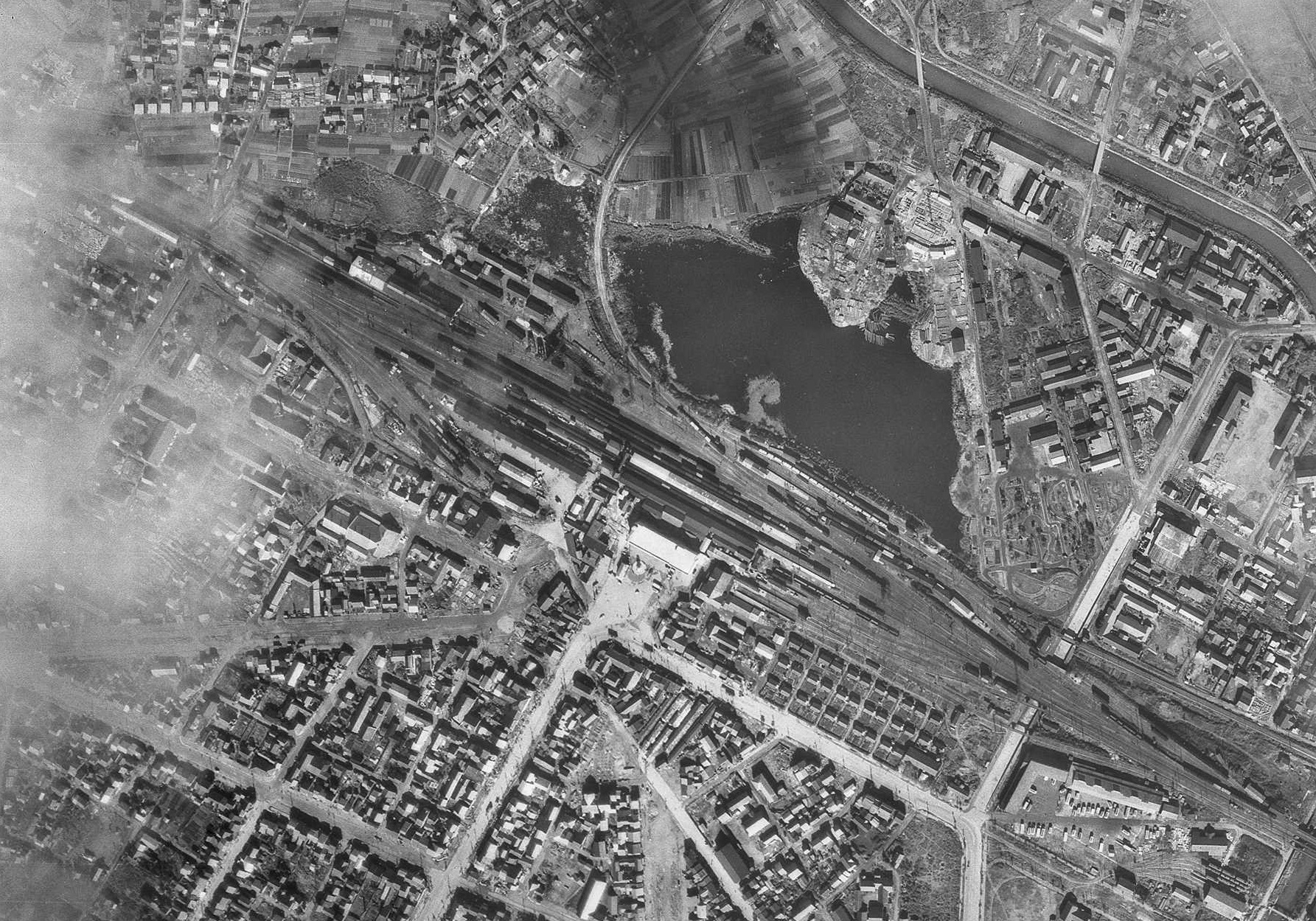
1952年（昭和27年）11月9日に米軍によって撮影された富山駅周辺の航空写真。富山駅北には牛島のどぶが写っている。